# När seklet var kort
När seklet var kort (Postřižiny) är en tjeckoslovakisk komedifilm från 1980 i regi av Jiří Menzel med manus av den samme och Bohumil Hrabal. Den svenska titeln har inget med originaltiteln att göra, denna bedömdes som "oöversättlig" av Svenska Filminstitutet vid den svenska premiären 1982.

## Handling
Det är 1920-tal. Maryška och Francin är mycket olika varandra, men lever i ett lyckligt äktenskap. Francin är bryggeridirektör och ganska allvarsam medan Maryška är mer impulsiv och livlig. När Francins bror Pepin dyker upp kompliceras allt. Den högljudde Pepin hade först tänkt att stanna på besök en kort period, men stannar längre och längre och drar dessutom Maryška till sig.

## Rollista, urval
- Magda Vášáryová – Maryška
- Jiří Schmitzer – Francin
- Jaromír Hanzlík – Pepin
- Rudolf Hrušínský – Dr. Gruntorád
- Petr Čepek – herr di Giorgi
- Oldřich Vlach – Ruzicka
- František Řehák – Vejvoda
- Miroslav Donutil – Podornek
- Oldřich Vízner – Doda Cervinka